# Jan de Matha Wołowski
Jan de Matha Wołowski – sekretarz główny Rady Stanu Królestwa Polskiego, sekretarz redaktor Kancelarii Państwowej, członek loży wolnomularskiej Bouclier du Nord w 1818 roku.